# Stahl Gubag
Stahl Gubag (17 luglio 1999) è un calciatore papuano, centrocampista del Madang.

## Carriera

### Club
Dal 2016 gioca con il Madang nella massima serie del campionato papuano.

### Nazionale
Ha esordito con la Nazionale papuana nel 2016 disputando un'amichevole contro la Malesia.